# Kanton Hautmont
Kanton Hautmont (francouzsky Canton d'Hautmont) je francouzský kanton v departementu Nord v regionu Nord-Pas-de-Calais. Tvoří ho sedm obcí.

## Obce kantonu
- Beaufort
- Boussières-sur-Sambre
- Éclaibes
- Hautmont
- Limont-Fontaine
- Neuf-Mesnil
- Saint-Remy-du-Nord